# Картер Кэш, Джун
Джу́н Ка́ртер Кэ́ш (англ. June Carter Cash, урождённая Valerie June Carter; 23 июня 1929 — 15 мая 2003) — американская певица, сочинительница песен, актриса. Выдающаяся исполнительница музыки кантри, она особенно известна как участница семейной музыкальной группы Carter Family и по сотрудничеству со своим мужем — певцом Джонни Кэшем.
Мать будущей певицы, Мейбелл Картер, выступала в составе популярного музыкального трио Carter Family, поэтому Джун воспитывалась в музыкальной среде и была окружена музыкой кантри с самого раннего детства. В совсем молодом возрасте она и её сёстры тоже стали участницами этого семейного коллектива и стали с ним выступать и записываться. В 1943 году группа распалась, и Джун с мамой и сёстрами стали выступать как Carter Sisters and Mother.
За свою карьеру исполнительница несколько раз становилась обладательницей музыкальной премии «Грэмми». В 2009 году она была посмертно включена в Зал славы христианской музыки. В опубликованном в 2002 году списке 40 величайших женщин в музыке кантри по версии американского телеканала CMT (Country Music Television) Джун Картер Кэш была на 31 месте. В 2025 году посвящена в Зал славы кантри.

## Дискография
- См. статью «June Carter Cash» в английском разделе.